# Branislav (Osijek)
Branislav je bio hrvatski list iz Osijeka. Izlazio je triput tjedno. Bile su prve osječke novine na hrvatskom jeziku.

## Povijest
Ove novine su počele izlaziti 1. srpnja 1878. godine, a prestao izlaziti u ožujku 1879. godine. Izlazio je srijedom, petkom i nedjeljom. Urednik i izdavač bio je Martin Polić. Tiskan je u Brzotisku Julija Pfeiffera. List je već u prvom broju na naslovnici bavio se raskomadanošću Hrvatske, međuhrvatskih razmirica i zlom koje iz toga proizlazi. U tekstu napisanom 30. lipnja 1978. pod naslovom "Pomoz Bog!" je najavljeno da će složno za državnopravnu ideju biti geslo Branislava, da narod od Srijema do Kotora mora prigrlitu tu misao i u to ime "Pomoz Bog!", a sljedeći podnaslov je "Sjedinite Hrvatsku!".